# Клуб Веры Менчик

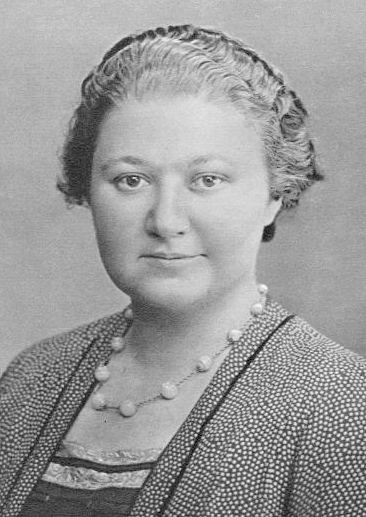
Вера Менчик

Клуб Веры Менчик — символический клуб мужчин-шахматистов, проигравших партии Вере Менчик — чемпионке мира, наисильнейшей шахматистке мира 1920—1940-х годов.

## Предложение создания
Участие 23-летней Веры Менчик в международном турнире в Карлсбаде 1929 некоторые гроссмейстеры встретили иронически. В то время женщины редко выступали в высококлассных мужских соревнованиях мастеров, а если и выступали, то обычно занимали последние места. Только молодая чемпионка мира Вера Менчик имела в активе регулярные победы над мастерами, но ее успехи долгое время считали несколько случайными. Кроме того, Менчик была самой молодой участницей карлсбаденского турнира. Соревнование собрало большинство мировой шахматной элиты: Хосе-Рауль Капабланка, Ефим Боголюбов, Арон Нимцович, Савелий Тартаковер, Макс Эйве, Фрэнк Маршалл, Акиба Рубинштейн, Рудольф Шпильман и другие. Несмотря на все эти обстоятельства, австрийский мастер Альберт Беккер перед турниром пошутил: «Давайте договоримся! Кто проигрывает чемпионке, того примут в „клуб имени Веры Менчик“, который я предлагаю создать».
После двух поражений на старте Менчик победила в третьем туре именно Беккера. Вечером после поражения участники турнира в шутку предложили выбрать австрийского шахматиста «главой» новосозданного клуба. После одиннадцатого тура членом клуба стал немец Фридрих Земиш. Это были все победы Веры Менчик на турнире.

## Члены клуба
Список шахматистов клуба и «год вступления», когда их обыграла Менчик:
- Конел Хью О’Донел Александер[2]
- Абрам Барац[3]
- Эро Бёк[4]
- Альберт Беккер (1929)[5]
- Виктор Биргер (1932)[6]
- Хосе Вилардебо Пикурена (1929)[7]
- Уильям Уинтер (1932)[8]
- Гарри Голомбек[9]
- Тихомил Дрезга (1934)[10]
- Якоб Зейц[11]
- Фридрих Земиш (1929)[12]
- Евгений Зноско-Боровский[источник не указан 1657 дней]
- Макс Эйве (1930)[13]
- Фредерик Ейтс (1928)[14]
- Эдгар Колле (1929)[15]
- Фредерик Лазар (1929)[16]
- Жак Мизес (1942)[17]
- Стюарт Милнер-Берри (1932)[18]
- Реджиналд Прайс Мичелл (1928)[19]
- Карел Опоченский (1936)[20]
- Рамон Рей Ардид (1929)[21]
- Брайан Райлли (1935)[22]
- Йозеф Рейфирж (1934)[23]
- Сэмюэл Решевский (1935)[24]
- Анхель Рибера Арнал (1929)[25]
- Карел Скаличка (1936)[26]
- Стивен Фрэнсис Смит (1928)[27]
- Мир Султан-Хан (1931/32)[28]
- Теодор Тайлор (1937)[29]
- Карел Трейбал (1936)[30]
- Джордж Алан Томас (1929) — один из рекордсменов клуба, проиграл 7 из 18 партий против Менчик (+7 −7 =4)[31]
- Лайош Штейнер (1936)[32]
- Франтишек Шуберт (1928)[33]
- Паулино Фридман (1936)[34]